# Hermann Rieder (Mediziner)
Hermann Rieder (* 3. Dezember 1858 in Rosenheim; † 27. Oktober 1932 in München) war ein deutscher Internist, Radiologe und Pionier des Röntgenkontrastmittels.

## Leben

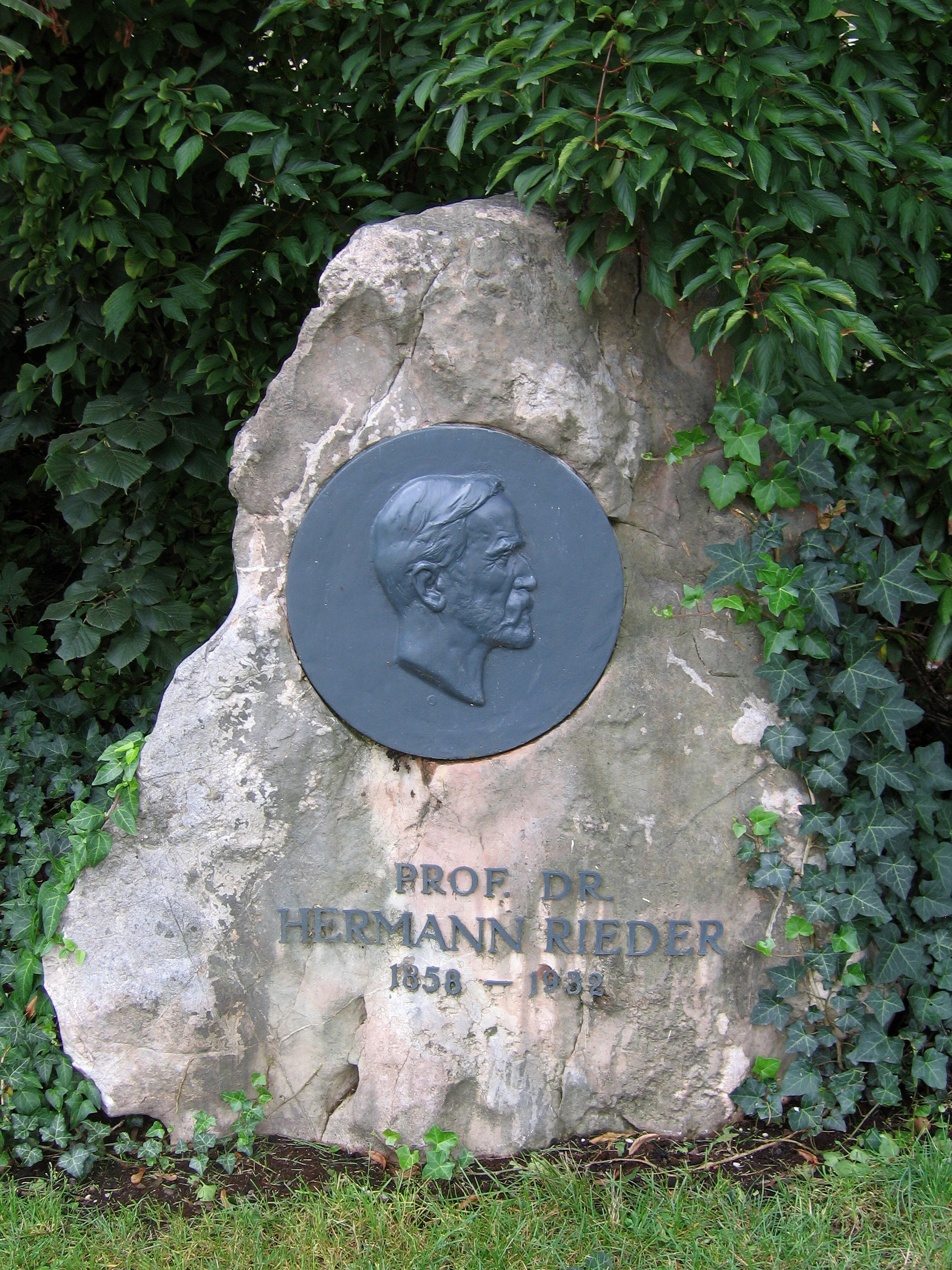
Gedenkstein in Rosenheim

Hermann Rieder entstammt einer Apothekerfamilie aus Rosenheim. Er studierte Medizin in München, Wien und Heidelberg und promovierte 1883 in München. Zunächst arbeitete er als Assistenzarzt im Münchner Krankenhaus links der Isar und am Münchner Universitätsklinikum. Er forschte auf dem Gebiet der Hämatologie und habilitierte sich 1892 zum Thema „Beiträge zur Kenntnis der Leukozyten und verwandter Zustände des Blutes“ für Innere Medizin. 1898 wurde Rieder, der sich mit der therapeutischen Anwendung von Strahlung beschäftigte, zum außerordentlichen Professor für physikalische Heilmethoden an der Ludwig-Maximilians-Universität München berufen, verbunden mit der Gründung des nach ihm benannten Rieder-Instituts. Nach der Entdeckung der Röntgenstrahlen erfand er 1904 die radiologische Untersuchung des Magen-Darm-Kanals mit Hilfe von Kontrastmittel. Als Kontrastmittel benutzte er mit Wismutsalz gemischten Speisebrei, der als Rieder-Mahlzeit in die Fachliteratur einging.

## Nach Rieder benannte medizinische Begriffe
- Rieder-Mahlzeit: Kontrastmittelbrei zur Darstellung der Magen-Darm-Passage.
- Rieder-Formen sind Lymphozyten mit stark eingebuchteten oder zweigeteilten Zellkernen und treten bei bestimmten Leukämie-Erkrankungen auf.
- Rieder-Magenform: Ein beim Röntgen im Stehen angelhakenförmiger Magen.

## Mitgliedschaften in Verbänden
Rieder war 1905 Mitbegründer der Deutschen Röntgengesellschaft. Zu seinen Ehren wurde die Hermann-Rieder-Medaille von der Deutschen Röntgengesellschaft gestiftet.

## Ehrungen
Im Münchener Stadtteil Allach-Untermenzing ist die Rieder-Straße nach ihm benannt.
In Rosenheim existiert ein Kräuter- und Heilpflanzengarten, der seinen Namen trägt.

## Publikationen
- Atlas der klinischen Mikroskopie des Blutes. Leipzig 1893.
- mit Hugo von Ziemsen: Atlas über die Röntgenographie in der inneren Medizin. 1901
- Körperpflege durch Wasseranwendung. Stuttgart 1903.
- Die bisherigen Erfolge der Lichttherapie. Stuttgart 1904.
- Beiträge zur Topographie des Magen-Darm-Kanals beim lebenden Menschen nebst Untersuchungen über den zeitlichen Ablauf der Verdauung. In: Fortschritte auf dem Gebiete der Röntgenstrahlen. Band 8, Heft 1, 1904